# Tournée européenne de la famille Mozart

Wolfgang Amadeus Mozart en 1763, à 7 ans, au début de la tournée européenne. Il porte les habits offerts par Marie-Thérèse d'Autriche l'hiver précédent.

La tournée européenne de la famille Mozart entre 1763 et 1766 est un voyage dans les capitales et grandes villes de l'Europe occidentale, réalisé par Leopold Mozart, son épouse, Anna Maria (Pertl) et leurs enfants doués en musique Maria Anna (Nannerl) et Wolfgang Amadeus. Leopold était musicien à la cour du Prince-archevêque de Salzbourg et, en 1763, occupait le poste de maître de chapelle. Il obtint une autorisation d'absence prolongée afin de faire connaître en Europe le talent précoce de ses enfants, alors âgés respectivement de onze et sept ans.
Les extraordinaires aptitudes des enfants avaient déjà été révélées au cours de visites à Munich et à Vienne en 1762. À Vienne, ils jouèrent même devant l'impératrice Marie-Thérèse, femme de l'empereur François Ier, et organisèrent un calendrier de représentations publiques, gagnant des sommes d'argent considérables. Les avantages sociaux et pécuniaires qui pourraient découler d'un plus long voyage, en passant par les grandes cours européennes, étaient importants et furent couplés à ce que Leopold voyait comme son devoir « en tant que catholique et allemand » : afficher le talent miraculeux de ses enfants.
La tournée européenne de la famille prit l'itinéraire, via Munich et Francfort-sur-le-Main, jusqu'à Bruxelles. De là, ils se rendirent à Paris et, après un séjour de cinq mois, à Londres pour quinze mois. À Londres, Wolfgang fit la connaissance de certains des plus grands musiciens de l'époque, entendit beaucoup de musique et composa ses premières symphonies. La famille déménagea aux Provinces-Unies (Pays-Bas), où le calendrier des spectacles fut interrompu par la maladie des deux enfants, mais cela n'empêcha pas Wolfgang de continuer à composer abondamment. Le voyage de retour intégrait un deuxième arrêt à Paris et un voyage à travers la Suisse, avant le retour à Salzbourg en novembre 1766.
Les performances des enfants inspirèrent des observations de ravissement et d'étonnement partout où ils jouèrent. Toutefois, les avantages matériels de la tournée, bien que substantiels, ne transformèrent pas radicalement le mode de vie de la famille, ce qui obligea Leopold à reprendre son service à l'archidiocèse de Salzbourg. Le voyage donna aux enfants une vision cosmopolite du monde musical et leur favorisa une excellente éducation, qui, dans le cas de Wolfgang, l'amena à d'autres voyages au cours des six années suivantes.

## Enfants prodiges

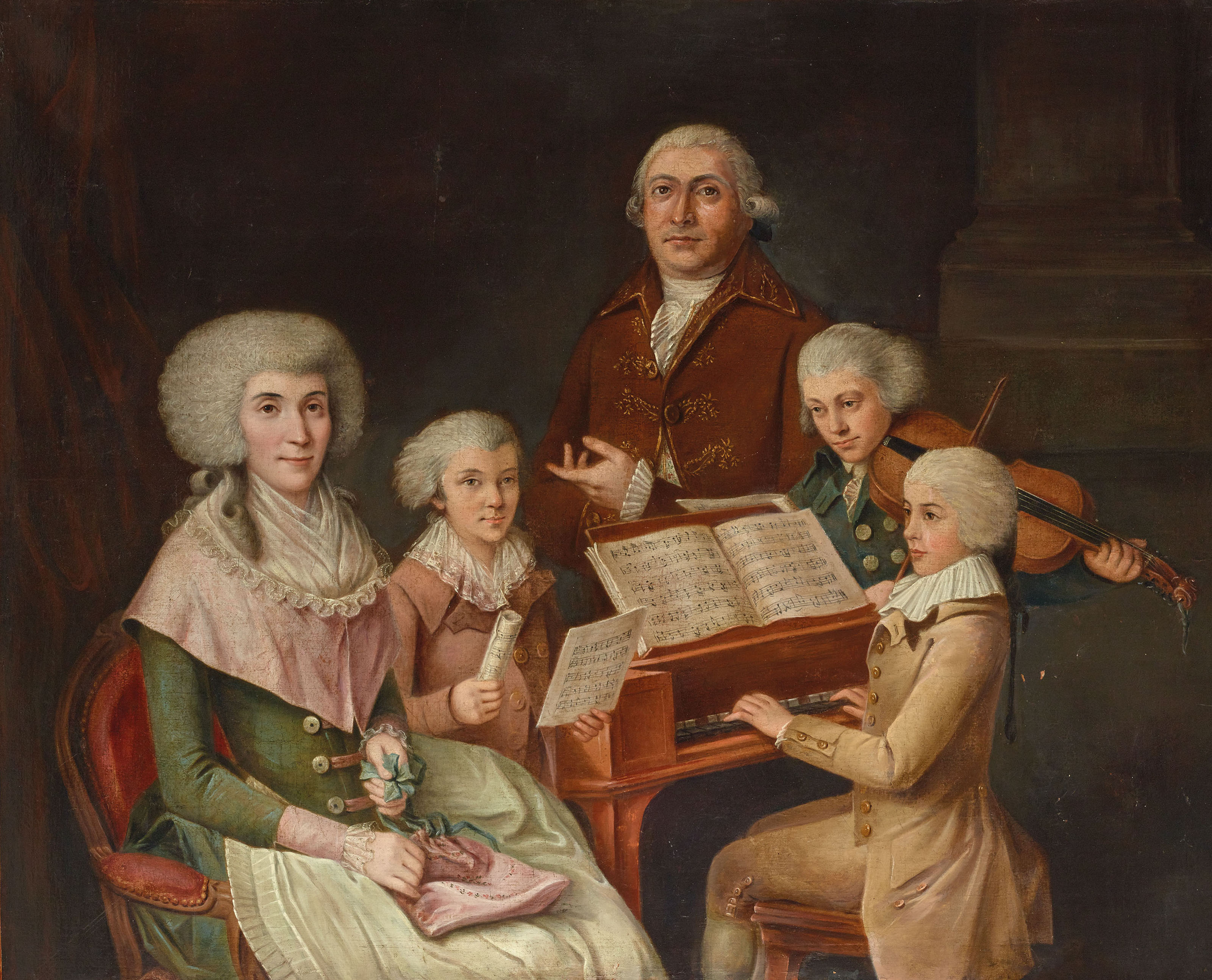
Mozart (au clavier) en 1770 avec le violoniste Thomas Linley le jeune, autre enfant prodige, détail d’une toile anonyme du XVIIIe siècle.

Les enfants de la famille Mozart ne sont pas les seuls prodiges musicaux du XVIIIe siècle. L'écrivain Gary Spruce précise qu'il y avait des centaines de cas similaires, et cite celui de William Crotch de Norwich, qui, en 1778, à l'âge de trois ans, donnait des récitals d'orgue. La chercheuse britannique Jane O'Connor rattache la popularité des enfants prodiges à cette époque à la prise de conscience du potentiel de divertissement et de valeur marchande que représentait un enfant qui était, d'une certaine façon, prodigieux. D'autres contemporains de Mozart enfant furent le violoniste et compositeur Thomas Linley le jeune, né la même année que Wolfgang, et l'organiste Siegmund Bachmann,. Ce fut cependant Wolfgang Amadeus Mozart qui devint finalement reconnu parmi les prodiges comme le futur standard des débuts du succès.
Des sept enfants nés de Leopold et Anna Maria Mozart (Pertl), seule la quatrième, Maria Anna Mozart (Nannerl), née le 31 juillet 1751, et le plus jeune, Wolfgang Amadeus Mozart, né le 27 janvier 1756, ont survécu à la petite enfance.
Les enfants furent éduqués à la maison, sous la direction de Leopold, apprenant les bases de la lecture, de l'écriture, du dessin et de l'arithmétique, avec un peu d'histoire et de géographie. Leur éducation musicale débuta dès le berceau, par l'intermédiaire des répétitions constantes de Leopold et ses collègues musiciens. Quand Nannerl eut sept ans, son père commença à lui apprendre à jouer du clavecin, avec Wolfgang la regardant, et d'après ses propres dires « L'enfant montra immédiatement son extraordinaire talent, un talent venant de Dieu. Il passait souvent de longs moments au piano à jouer des tierces, et il en éprouvait un plaisir visible qui montrait qu'il en appréciait le son […] Lorsqu'il eut cinq ans, il composa de courtes pièces que son père notait pour lui ». Un ami de la famille, la poète Johann Andreas Schachtner (en), a raconté qu'à l'âge de quatre ans, Wolfgang commença à composer un concerto pour piano et fut en mesure de faire preuve d'un extraordinaire sens du rythme.

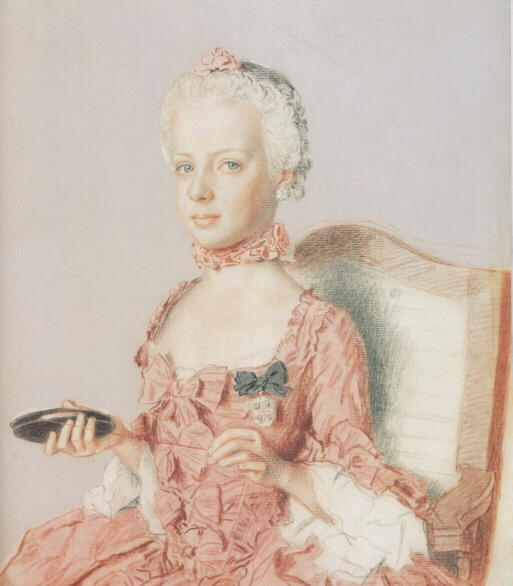
Marie-Antoinette d'Autriche à sept ans en 1763, lorsqu'elle rencontre Mozart à Vienne

Nannerl elle-même fut une élève très douée, pas moins rapide à apprendre que son frère, jouant du clavier avec une virtuosité remarquable pour ses onze ans. Au cours de cette année 1762, Leopold emmena les enfants jouer à Munich devant Maximilien III Joseph, Duc et Électeur de Bavière. Leopold ensuite emmena toute la famille à Vienne pour un voyage qui dura trois mois. Il obtint des invitations de plusieurs mécènes nobles et dans les trois jours de l'arrivée, les enfants jouèrent au palais du comte Collalto (de). Parmi les présents, étaient le conseiller de la trésorerie de Vienne et le futur premier ministre, le comte Johann Karl Zinzendorf, qui nota dans son journal intime qu'« un petit garçon, dont on disait qu'il n'avait que cinq ans et demi (Wolfgang avait en fait près de sept ans) jouait du clavecin ». Après une audition devant le vice-chancelier impérial, les Mozart furent invités à la cour royale, où l'impératrice Marie-Thérèse testa les capacités de Wolfgang en lui demandant de jouer avec le clavier couvert par un tissu. Au cours de cette visite, Wolfgang rencontra l'Archiduchesse Maria Antonia, la future reine de France, qui était de deux mois son aînée. Le biographe de Mozart Eric Blom raconte une anecdote sur la manière dont l'Archiduchesse aida Wolfgang quand il glissa sur le sol poli, et qu'elle aurait alors reçu une proposition de mariage en échange,.
Comme les Mozart commencèrent à être remarqués par l'aristocratie de Vienne, ils furent souvent appelés pour donner plusieurs spectacles au cours d'une seule journée. Ils furent récompensés pour cette activité à la fin de leur première semaine à Vienne, Leopold étant en mesure de renvoyer l'équivalent de plus de deux années de salaire. Leur calendrier fut interrompu lorsque Wolfgang tomba malade de la scarlatine et leur ancien élan ne fut pas retrouvé. Néanmoins, la visite de Leopold lui donna le désir de poursuivre ces possibilités de réussite sociale et financière. À leur retour à Salzbourg, Wolfgang joua du clavecin et du violon à un concert anniversaire de l'archevêque, étonnant les personnes présentes.

## Tournée

### Préparations

Leopold Mozart, vers 1765

Dans une lettre à son ami, le propriétaire terrien Johann Lorenz Hagenauer, écrite après la tournée, Leopold cite les paroles du diplomate allemand Friedrich Melchior Grimm qui avait dit, après avoir entendu les jeux pour les enfants : « Maintenant, pour une fois dans ma vie, j'ai vu un miracle : c'est le premier ». Leopold a estimé qu'il était de son devoir envers son pays, son prince et son Dieu de « proclamer » ce miracle aux yeux du monde, en montrant Nannerl et Wolfgang devant la haute société européenne, sinon il serait la plus ingrate des créatures. Il a été suggéré par le biographe de Mozart Wolfgang Hildesheimer que, au moins dans le cas de Wolfgang, cette entreprise était prématurée : « Trop tôt, [le] père traîna [le] fils dans toute l'Europe occidentale pendant des années. Ce changement continuel de scène aurait usé même un enfant robuste… ». Cependant, il existe peu de preuves permettant de prouver que Wolfgang fut physiquement éprouvé ou frustré musicalement par ses efforts d'enfance car il semblait qu'il se sentait à la hauteur du défi dès le début.
Leopold voulut commencer la tournée dès que possible, plus les enfants étaient jeunes, plus spectaculaire serait la démonstration de leurs dons. L'itinéraire qu'il avait l'intention de prendre incluait le sud de l'Allemagne, les Pays-Bas méridionaux, Paris, la Suisse et peut-être le nord de l'Italie. Le passage à Londres fut ajouté après des exhortations au cours de la visite à Paris, et le voyage néerlandais fut un détour imprévu,. Le plan initial était d'aller dans le plus grand nombre de cours royales européennes que possible, ainsi que dans les grandes capitales culturelles. Leopold devait s'appuyer sur son réseau de musiciens professionnels et ses plus récents contacts sociaux pour obtenir des invitations de la part des cours. Une aide pratique est venue de Johann Lorenz Hagenauer, dont les liens commerciaux dans les grandes villes fournirent aux Mozart des services bancaires. Ceux-ci leur permirent d'obtenir de l'argent en route, en attendant que le produit de leurs performances fut assez grand pour en vivre.

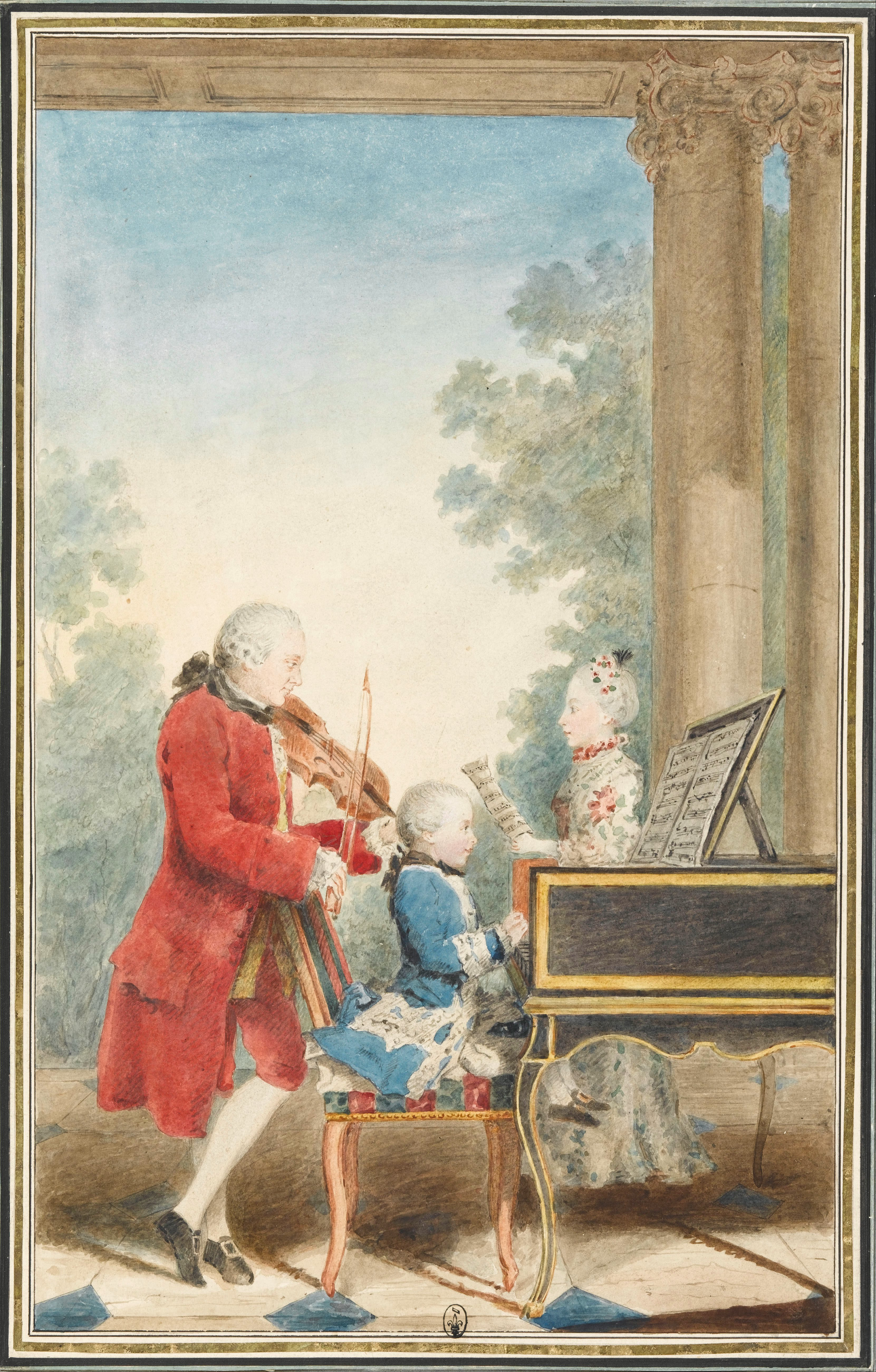
Wolfgang au clavecin, avec son père et sa sœur.

Wolfgang se prépara pour la tournée en se perfectionnant sur le violon, dont il avait appris à jouer sans avoir déboursé d'argent pour un professeur. Pour plus de préparation générale, les enfants étaient ravis de faire de la musique ensemble, chose qu'ils n'avaient jamais perdu. Lors de la tournée, même pendant les jours de voyage, ils pratiqueront quotidiennement leur musique sans pression par rapport à la durée des entraînements. Avant que le voyage ne put commencer, Leopold fit le nécessaire pour avoir le consentement de son employeur, le prince-archevêque. Leopold fut nommé vice-maître de chapelle en janvier 1763 ; néanmoins le consentement de l'archevêque à un congé de longue durée d'absence fut accordé, au motif que le succès des Mozart apporterait gloire à Salzbourg, son dirigeant et à Dieu.

### Premières étapes (juillet - novembre 1763)
Le début du voyage, commencé le 9 juillet 1763, était de mauvais augure, le premier jour, leur transport eut une roue cassé, nécessitant un intermède de 24 heures pour les réparations. Leopold tourna à son avantage ce retard, en amenant Wolfgang à l'église de Wasserburg am Inn, où selon Leopold, le garçon joua sur l'orgue à pédales comme s'il l'avait étudié pendant des mois. À Munich, sur des soirées successives, les enfants jouèrent devant Maximilien III Joseph de Bavière, gagnant de ces engagements l'équivalent de la moitié du salaire annuel de 354 florins de Leopold,. Le prochain arrêt fut Augsbourg, où la mère de Leopold refusa d'assister à l'un des trois concerts donnés. La famille ensuite déménagea à Schwetzingen et la cour de Mannheim, où les performances des enfants apparemment ravirent Charles Théodore de Bavière et sa femme Elizabeth Augusta de Sulzbach.
L'étape suivante fut Mayence, où la cour de l'Électorat était reconnue pour son appréciation de l'Art et la musique. Malheureusement, l'archevêque Emeric-Joseph de Breidbach de Burrisheim était malade et les Mozart donnèrent un concert dans le Römischer König. Dans l'ensemble, les Mozart donnèrent trois concerts dans la ville pour 200 florins rhénans. La famille logea au König von England (de), le meilleur hôtel de la ville.

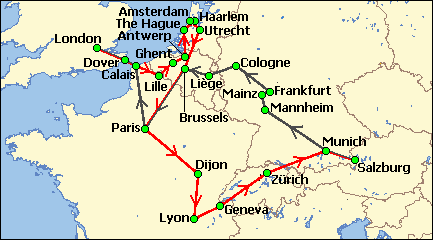
Carte montrant la tournée européenne entre 1763 et 1766.
Voyage aller vers Londres (1763-1764)
Voyage retour vers Salzbourg (1765-1766)

De Mayence, la famille a pris un bateau sur le Main jusqu'à Francfort-sur-le-Main où plusieurs concerts ont été donnés. Parmi les personnes présentes à la première de ces soirées fut Johann Wolfgang von Goethe, alors âgé de quatorze ans, qui se rappela de nombreuses années plus tard du « petit bonhomme avec sa perruque et son épée ». Une publicité pour ces concerts a annoncé que « la fille » jouera « les morceaux les plus difficiles des plus grands maîtres », tandis que « le garçon » jouera un concerto de violon et répétera son tour de Vienne en jouant avec le clavier complètement couvert par un tissu. Enfin, « il improvisera, non seulement sur le piano-forte mais aussi à l'orgue… dans tous les tons, même les plus difficiles, qu'il pourra lui être demandé ».
De retour à Mayence pour plusieurs semaines, la famille logea à l'Arnsburger Hof. Ils donnèrent également un concert dans la salle de l'Académie du palais de l'Électorat et le château de La Favorite, avant de voyager à nouveau. Fasciné par l'orgue de la famille Stumm, Mozart a probablement joué sur l'orgue de l'Église Saint-Augustin[réf. nécessaire].
La famille prit ensuite un autre bateau pour Coblence, résidence de l'archevêque-électeur de Trêves, puis Bonn, résidence de l'archevêque-Electeur de Cologne, puis Cologne. À Aix-la-Chapelle, un spectacle fut donné devant la princesse Anne Amélie de Prusse, sœur de l'Electeur de Brandebourg, le roi Frédéric II de Prusse. La princesse essaya de persuader Leopold d'abandonner son itinéraire et de se rendre à Berlin, mais Leopold déclina la proposition. « Elle n'a pas d'argent », écrivit-il plus tard à Hagenauer, racontant qu'elle avait remboursé les performances avec des baisers, ce qui ne contenta pas Leopold. La prochaine étape du voyage fut aux Pays-Bas méridionaux, où ils visitèrent Liège, capitale de la principauté épiscopale, avant d'arriver dans la capitale régionale de Bruxelles, le 5 octobre. Après une longue attente, le gouverneur Charles-Alexandre de Lorraine, beau-frère de l'impératrice, les convoqua. « Son altesse le prince n'a d'autres occupations que de chasser, festoyer et boire », Leopold écrit à Hagenauer. Un grand concert eut lieu en présence du prince le 7 novembre. Le 15, la famille partit pour Paris.
Au cours de la longue attente à Bruxelles, Wolfgang s'exerça brièvement à l'exercice de la composition. Le 14 octobre, il termina un allegro pour clavecin, ce qui fut plus tard intégré à la « Sonate no 1, en do majeur, pour piano ou pour violon et piano » (K. 6), qu'il a terminé à Paris.

### Paris (18 novembre 1763 – 10 avril 1764)

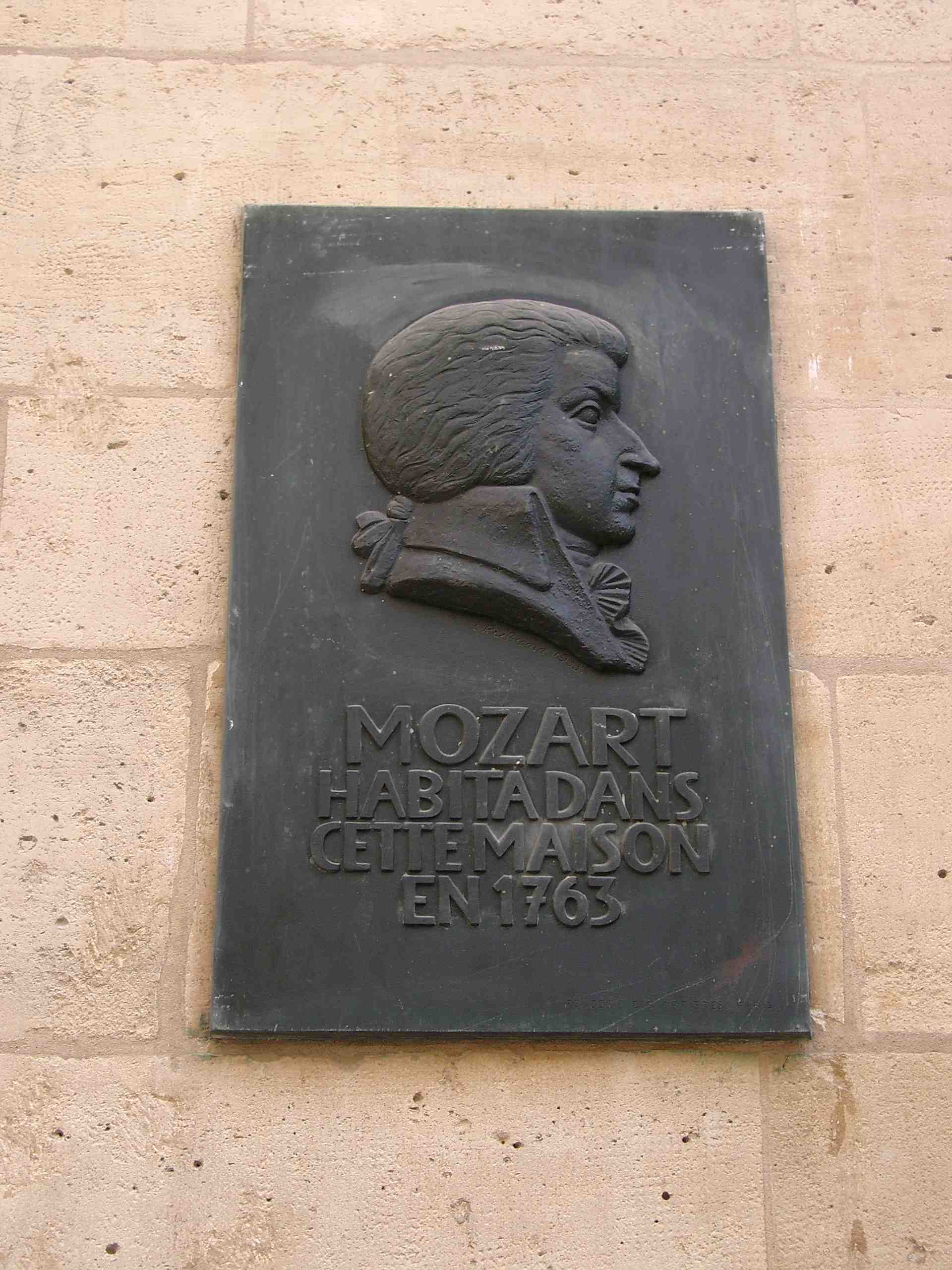
Plaque sur l'Hôtel de Beauvais, lieu où les Mozart logèrent à Paris entre 1763 et 1764

Le 18 novembre 1763, la famille Mozart arriva à Paris, alors le centre musical le plus important d'Europe mais également une ville de grand pouvoir, pleine de richesses et d'activités intellectuelles. Leopold espérait pouvoir être reçu par la proche cour de Louis XV à Versailles. Cependant, la mort d'un membre de la famille royale empêcha les visites, Leopold dut donc chercher d'autres emplois. Le biographe Eric Blom écrit que la famille fut initialement ignorée de la plupart des Français, bien que les lettres de Leopold témoignent en apparence de la fréquentation de plusieurs maisons nobles. Le diplomate allemand Friedrich Melchior Grimm s'intéressa beaucoup aux enfants et son journal enregistre les exploits de Wolfgang dans des termes très élogieux : « Le meilleur Kapellmeister ne pourrait pas être plus profond dans la science d'harmonie et de modulation ». C'est à peu près la propre évaluation de Leopold, lorsqu'il écrivit quelques mois plus tard : « Ma petite fille, bien qu'âgée de seulement douze ans, est un des joueurs les plus habiles d'Europe et, en un mot, mon garçon en sait plus en sa huitième année que l'on ne s'y attendrait avec un homme de quarante »,. Le 24 décembre, la famille se rendit à Versailles pour deux semaines pendant lesquelles, au milieu de la cour, ils purent assister à un dîner royal, où Wolfgang eut la permission d'embrasser la main de la Reine Marie Leszczyńska qui s'adressa au jeune garçon en allemand. À Versailles, ils rendirent également visite à Madame de Pompadour, qui en était aux derniers mois de sa vie. C'est « une femme extrêmement hautaine qui régnait encore sur tout » déclara Leopold.
Il n'y a aucun souvenir d'un concert formel donné par les enfants à Versailles. En février 1764, il leur fut donné cinquante louis d'or (environ 550 florins) et une tabatière en or par le bureau de divertissements royal, vraisemblablement pour divertir la famille royale en privé, mais aucun autre détail n'est disponible. Les concerts furent donnés à Paris le 10 mars et le 9 avril, dans un théâtre privé près de la porte Honoré. À ce moment, les premiers travaux publiés par Wolfgang ont été imprimés, c'est-à-dire deux paires de sonates : « Sonate no 1, en do majeur, pour piano ou pour violon et piano » (K. 6) et « Sonate no 2, en ré majeur, pour piano ou pour violon et piano » (K. 7) ainsi que « Sonate no 3, en si bémol majeur, pour violon et piano » (K. 8) et « Sonate no 4, en sol majeur, pour violon et piano » (K. 9). Ces paires sont devenues l'Opus 1 et l'Opus 2 dans le catalogue privé de Leopold du travail de son fils. La première paire a été consacrée à la fille du roi, Victoire de France, le deuxième à Adrienne Catherine de Noailles, femme de René Mans de Froulay de Tessé. Dans l'écriture de ces sonates, Wolfgang a développé la matière qui avait été à l'origine écrite pour des solos de clavecin et a inclus un allegro qu'il avait composé à Bruxelles dans la première de la série, « Sonate no 1, en do majeur, pour piano ou pour violon et piano » (K. 6). Elle se compose de quatre mouvements, alors que les sonates ultérieures, « Sonate no 2, en ré majeur, pour piano ou pour violon et piano » (K. 7), « Sonate no 3, en si bémol majeur, pour violon et piano » (K. 8) et « Sonate no 4, en sol majeur, pour violon et piano » (K. 9) sont plus conventionnelles et comportent trois mouvements. Le biographe de Mozart Stanley Sadie remarque que quelques aspects des morceaux sont assez enfantins et naïfs, mais que néanmoins, leur technique est « étonnamment sûre, leur ligne de réflexion est claire et leur rythme est au-delà du reproche ».
Une décision fut prise à Paris d'aller à Londres, peut-être sur le conseil de Leopold et de ses connaissances des cours, qui l'auraient avisé probablement que l'Angleterre était, dans les mots du savant de Mozart Neal Zaslaw, « connue pour l'enthousiasme avec lequel elle a reçu des musiciens continentaux et l'extravagance avec laquelle elle les a récompensés ». Le 10 avril, la famille partit pour Calais et, après une traversée désagréable vers Douvres sur un bateau loué et quelques retards, ils arrivèrent à Londres le 23 avril.

### Londres (avril 1764 – juillet 1765)

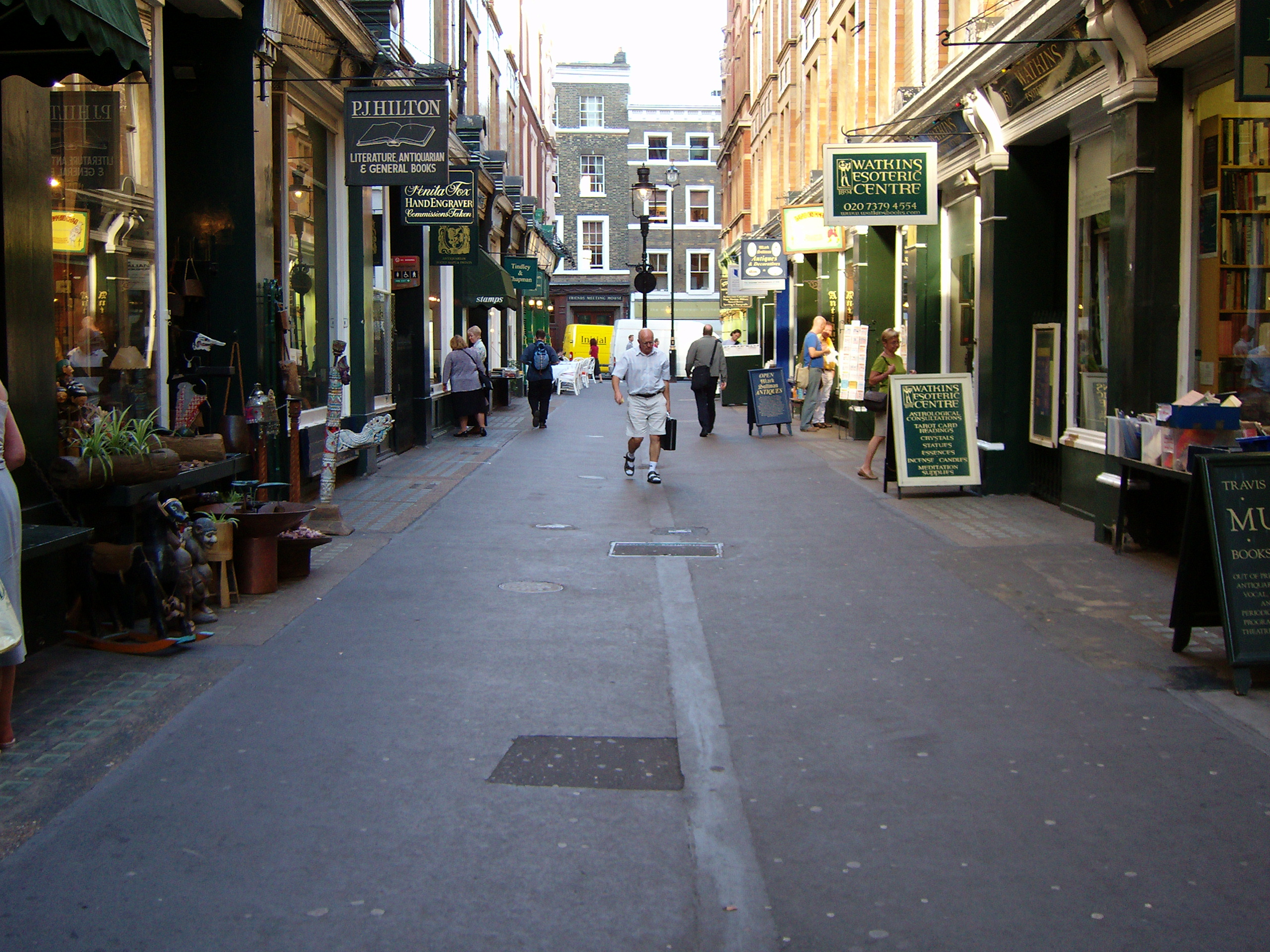
, la rue où les Mozart logèrent à leur arrivée à Londres (photographie de 2005)

Le premier logement de la famille Mozart à Londres fut au-dessus d'un barbier dans Cecil Court (en), près de l'église de St Martin-in-the-Fields. Des lettres de recommandation en provenance de Paris se révélèrent efficaces. Le 27 avril, les enfants jouèrent devant le roi George III du Royaume-Uni et sa reine Charlotte de Mecklembourg-Strelitz. Un deuxième engagement royal fut fixé pour le 19 mai, où Wolfgang fut invité par le roi à jouer des œuvres de Georg Friedrich Haendel, Johann Christian Bach et Karl Friedrich Abel. Le roi fut impressionné par son jeu d'orgue, plus encore que par son jeu de clavecin. Wolfgang fut autorisé à accompagner la reine qui chantait une aria, puis fit une basse continue à partir d'une aria de Haendel et, selon Leopold, « improvisa la plus belle mélodie de manière telle que tout le monde fut étonné »,.
Beaucoup de nobles et bourgeois quittèrent la ville pour l'été, mais Leopold estima que la plupart reviendrait pour l'anniversaire du roi le 4 juin, et, en conséquence, a organisé un concert pour le jour suivant. Cela fut considéré comme un succès, et Leopold s'empressa de prendre des dispositions pour que Wolfgang se présente à un concert de charité pour une maternité le 29 juin à Ranelagh Gardens (en). Leopold a apparemment vu cet effort pour soutenir les œuvres de charité comme un « moyen de gagner l'amour de cette nation très spéciale ». Wolfgang a été annoncé comme «… le célèbre et étonnant maître Mozart, un enfant de sept ans… » alors qu'il en avait huit, « à juste titre considéré comme le prodige le plus extraordinaire et le génie le plus stupéfiant qui ait été, quelle que soit l'époque ». Le 8 juillet, Wolfgang fit un concert privé à la maison de Grosvenor Square du comte de Thanet (en)[Qui ?], dont Leopold revint avec une inflammation de la gorge et d'autres symptômes inquiétants. « Préparez votre cœur à entendre l'un des plus tristes événements » écrivit-il à Hagenauer dans l'attente de son imminente disparition. Il a été malade plusieurs semaines, et par souci de sa santé, la famille quitta Cecil Court pour une maison à la campagne, dans Ebury Street (en), alors considérée comme faisant partie du village de Chelsea.

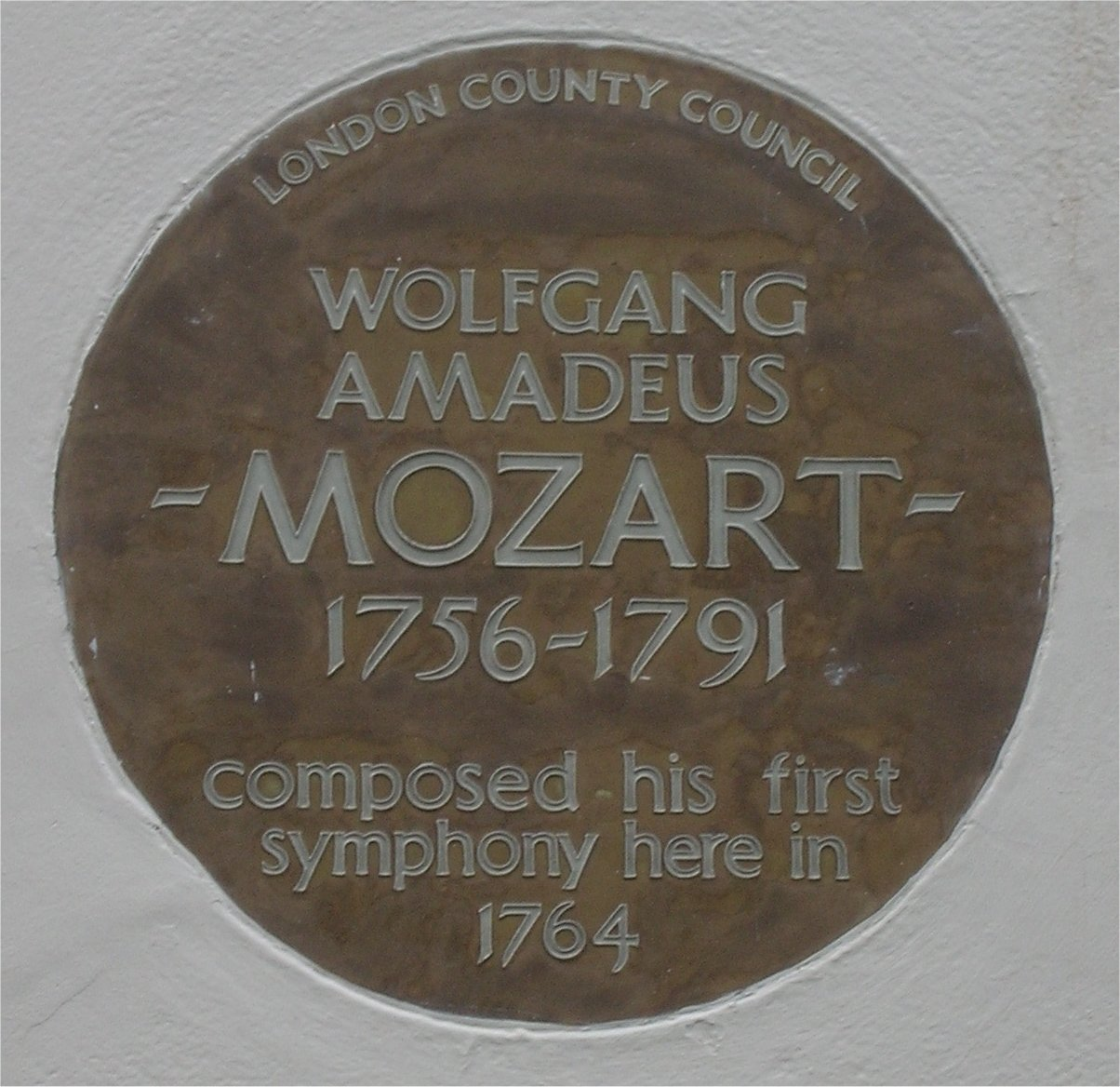
Plaque sur la maison d'Ebury Street où les Mozart restèrent l'été 1765

Au cours de la maladie de Leopold, les performances étaient impossibles et Wolfgang s'est tourné vers la composition de symphonies. Nannerl précise d'après ses souvenirs que c'était à Ebury Street, mais d'autres éléments de preuve sont en contradiction avec cela. La biographe Jane Glover dit que Wolfgang a été inspiré par Bach après l'avoir rencontré et entendu ses symphonies, et a décidé de composer ses propres œuvres. Le moment où Wolfgang a rencontré pour la première fois Bach ou entendu ses symphonies n'est pas clair, mais il a joué des œuvres pour clavecin de Bach dans son récital royal en mai 1764. Quelle que soit la date précise, Wolfgang achevé rapidement sa Symphonie no 1, en mi bémol majeur, pour orchestre (K. 16), et a commencé sa Symphonie no 4 en ré majeur (K. 19) dont Zaslaw conclut qu'elle a été essentiellement composée, ou au moins terminée à La Haye,. Wolfgang Hildesheimer décrit la Symphonie en ré majeur dans ces termes : « l'originalité de la mélodie et de la modulation va au-delà de la routine de ses méthodes contemporains [adultes] ». Il s'agit des premiers écrits pour orchestre de Wolfgang Mozart, bien que Zaslaw signale qu'une « Symphonie 0 » ait pu exister selon des croquis du carnet de Wolfgang. Trois symphonies sont aujourd'hui perdues, identifiées dans le catalogue Köchel des œuvres de Mozart que par leur incipit (premières mesures) ont pu aussi dater de la période de son passage à Londres. D'autres œuvres sont composées par Mozart à Londres dont plusieurs sonates instrumentales. La plus impressionnante est, selon Hildesheimer, la « Sonate, en do majeur, pour piano à 4 mains » (K. 19d). Il a également écrit ses premières œuvres vocales, le motet « God is Our Refuge, motet pour chœur à 4 voix mixtes (SATB) a cappella » (K. 20), et l'aria pour ténor « Va, dal furor portata, air pour ténor avec orchestre » (K. 21). Un ensemble de sonates, avec des parties de flûte et de violoncelle a été dédié à la Reine-Charlotte sur sa demande et présenté à elle en janvier 1765.

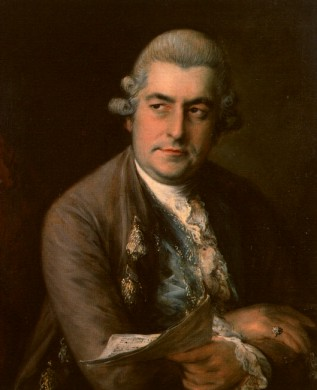
Johann Christian Bach eut une influence importante sur Mozart lors de son passage à Londres

À la fin du mois de septembre, avec la meilleure santé de Leopold, la famille est revenue dans le centre de Londres, dans les gîtes de Thrift Street, désormais nommée Frith Street (en) à Soho. Ces logements sont situés à proximité de plusieurs salles de concert et près des deux résidences de Karl Friedrich Abel et Johann Christian Bach ; ce dernier devenant rapidement devenu un ami de la famille. Dans ses mémoires, Nannerl se rappela de Bach et du garçon de huit ans, jouant une sonate ensemble, à tour de rôle jouant quelques mesures, si bien qu'une « personne ne regardant pas aurait pensé qu'elle été joué par une seule personne ». Il n'est pas certain que les Mozart rencontrèrent Abel, mais Wolfgang connaissait ses symphonies, peut-être par l'intermédiaire de la série annuelle de concerts de Bach et Abel, et a été beaucoup influencé par eux. Le 25 octobre, à l'invitation du roi George, les enfants ont joué lors des célébrations du quatrième anniversaire de l'accession du roi. Leur prochaine apparition publique a été un concert le 21 février 1765 devant un auditoire moyennement nombreux ; la date étant la même qu'un concert de Bach et Abel. Seul un concert de plus a été donné à Londres le 13 mai, mais entre avril et juin, le public pouvaient aller dans le logement des Mozart, où pour cinq shilling, Wolfgang jouait des morceaux de musique. Au cours du mois de juin à la fois les « jeunes prodiges » — selon au moins une des publicités faites à l'époque — effectuèrent chaque jour une représentation à la Swan and Harp Tavern de Cornhill ; le salaire étant cette fois de seulement deux shillings et un sixpence (en). Celles-ci ont été, comme le précise Stanley Sadie, « le dernier effort désespéré de Leopold pour extraire des guinées du public anglais ». Hildesheimer assimile cette partie de la tournée à un cirque itinérant, en comparant les Mozart à une famille d'acrobates.
Les Mozart quittèrent Londres pour le continent le 24 juillet 1765. Avant cela, Leopold autorisa Wolfgang à être soumis à un examen scientifique, réalisée par Daines Barrington. Un rapport, publié dans Philosophical Transactions of the Royal Society de 1770, confirme les capacités exceptionnelles de Wolfgang. Le dernier acte de la famille à Londres a été le don au British Museum de la copie manuscrite de Dieu est notre refuge.

### Provinces-Unies (septembre 1765 – mars 1766)
Leopold a été précis dans des lettres adressées à Hagenauer en indiquant que la famille ne visiterait pas les Provinces-Unies, mais irait à Paris avant de retourner à Salzbourg. Toutefois, il fut convaincu par un envoyé de la princesse Caroline d'Orange-Nassau, sœur du prince Guillaume V d'Orange-Nassau, d'aller à La Haye et de présenter les enfants à elle en tant qu'invités officiels de la cour. Après l'arrivée à Calais, il y eut un mois de retard pour aller à Lille car d'abord Wolfgang est tombé malade avec une angine, puis Leopold eut des étourdissements répétés. Au début du mois de septembre, la famille s'installa à Gand où Wolfgang joua sur le nouvel orgue de la chapelle de Baudeloo (nl), puis quelques jours plus tard, sur orgue à la cathédrale Notre-Dame d'Anvers. Enfin, le 11 septembre, la famille est finalement parvenu à La Haye.

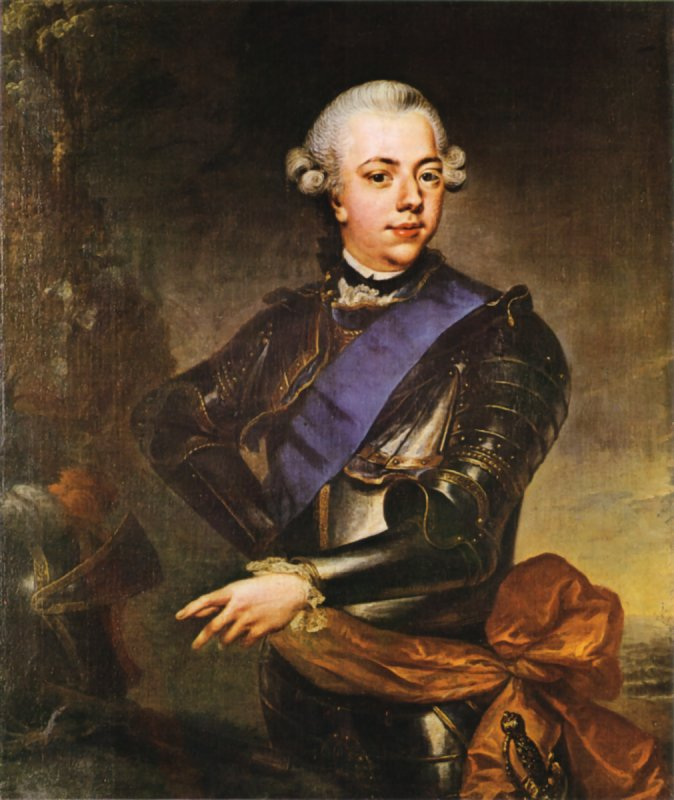
Guillaume V d'Orange-Nassau, jeune prince rencontra la famille Mozart en 1765–66.

Après l'arrivée à La Haye, Nannerl tomba elle aussi malade et n'a pas été en mesure de participer au premier des concerts avant la princesse la première semaine, ni à un spectacle devant le Prince, quelques jours plus tard. Leopold était suffisamment confiant dans la récupération de Nannerl qu'il annonça l'apparition de deux prodiges lors d'un concert à le hall de l'Oude Doelen le 30 septembre. L'avis de ce concert indiquait que Wolfgang avait huit ans au lieu de neuf, mais donnait correctement les quatorze de Nannerl. Cette publicité se concentrait sur Wolfgang : « Toutes les ouvertures seront faites des mains de ce jeune compositeur […] Les mélomanes pourront le confronter à toutes les musiques souhaitées, et il les jouera ». Il n'est pas certain que ce concert ait eu lieu car selon Sadie, il aurait pu être reporté. S'il eut lieu, Wolfgang serait apparu seul, car Nannerl développa la fièvre typhoïde. Son état de santé a régulièrement chuté, et le 21 octobre, elle a reçu les derniers sacrements. Une visite du médecin royal transforma l'évolution de la maladie : il changea le traitement, et à la fin du mois, Nannerl alla beaucoup mieux. Ensuite Wolfgang tomba malade, et ce ne fut qu'à la mi-décembre qu'il a été à nouveau sur pieds.
Les deux enfants ont été en mesure de paraître à l'Oude Doelen le 22 janvier 1766 dans un concert qui a probablement inclus la première exécution publique d'une des symphonies de Wolfgang, la « Symphonie no 4 en ré majeur » (K. 19), et, éventuellement, d'une nouvelle « Symphonie no 5, en si bémol majeur, pour orchestre » (K. 22), composé aux Provinces-Unies. À la suite de ce concert, ils ont passé du temps à Amsterdam, avant de retourner à La Haye au début du mois de mars. La principale raison de leur retour fut les célébrations publiques à venir pour la majorité du prince d'Oranges. Wolfgang a composé un quodlibet, pour petit orchestre et clavecin, intitulé « Gallimathias musicum, quodlibet (18 numéros) pour clavecin et orchestre » (K. 32) et il l'a joué à un concert spécial en l'honneur du prince, le 11 mars. Cela a été l'un des morceaux composés pour cette occasion car Wolfgang a aussi écrit des arias pour la princesse en utilisant les mots du livret de Pietro Metastasio Artaserse, dont « Conservati fedele, air pour soprano et cordes » (K. 23), et des variations pour clavier sur un chant néerlandais « 8 variations, en sol majeur, pour piano sur le lied hollandais Laat ons Juichen, Batavieren ! de Christian Ernst Graf » (K. 24). Il a écrit une série de sonates pour violon et clavier pour la princesse, comme il l'avait fait précédemment pour les autres princesses. Une autre symphonie « Symphonie, en sol majeur, Alte Lambach pour orchestre » (K. 45a) — d'abord pensé comme écrit plusieurs années plus tard — a également été écrit à La Haye, peut-être pour le concert du Prince,.
La famille a quitté La Haye à la fin du mois de mars, partant pour Haarlem où l'organiste de l'Église Saint-Bavon invita Wolfgang à jouer sur l'orgue de l'église, alors considérée comme l'une des plus importantes dans le pays. De là, ils ont voyagé vers l'est et le sud, donnant des concerts sur la route d'Amsterdam et Utrecht, avant de quitter les Provinces-Unies et de voyager par Bruxelles et Valenciennes, pour arriver à Paris le 10 mai.

### Retour vers Salzbourg (mars – novembre 1766)
La famille est restée à Paris pendant deux mois. Aucun concert n'a été donné sur cette période, bien que, selon Friedrich Melchior Grimm, il y avait des spectacles de symphonies de Wolfgang. Grimm est expansif sur le développement des enfants : Nannerl, écrit-il, « a la plus belle et brillante exécution au clavecin », et, « personne sauf son frère ne peut la priver de sa suprématie ». De Wolfgang, il cite un prince de Brunswick a déclaré que de nombreux maîtres de chapelle au sommet de leur art mourront sans savoir ce que le garçon savait à l'âge de neuf ans. « Si ces enfants vivent », écrit Grimm, « ils ne resteront pas à Salzbourg. Les monarques seront bientôt en litige quant à savoir qui doit les avoir ».

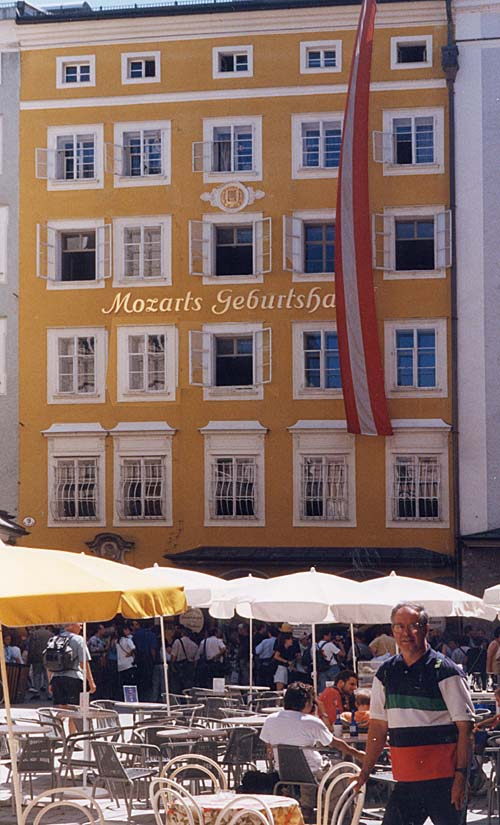
La maison de la famille Mozart, au no 9 Getreidegasse à Salzbourg.

La seule musique « survivante » composée par Wolfgang à Paris est son « Kyrie pour chœur à 4 voix avec cordes » (K. 33), c'est-à-dire sa première tentative d'écrire de la musique d'église formelle. Le 9 juillet, la famille quitte Paris pour Dijon, à la suite d'une invitation de Louis V Joseph de Bourbon-Condé. Les enfants jouent dans un concert le 19 juillet, accompagnés par un orchestre local, dont les musiciens sont l'objet des désobligeants commentaires de Leopold : « Très médiocre - Un misérable italien détestable - Asini tutti [tous des ânes] - Un racleur - Rotten [pourri] ». La famille déménage à Lyon où Wolfgang « prélude pendant une heure et quart avec le meilleur maître [de musique] de l'endroit, qui n'a rien à lui apprendre ».
Une lettre à Hagenauer datée du 16 août indique que Leopold souhaitait continuer vers Turin, puis à travers le nord de l'Italie jusqu'à Venise, et rentrer à la maison par l'intermédiaire du Tyrol. « Notre propre intérêt et l'amour du voyage devrait nous ont incité à suivre notre nez », écrit-il, ajoutant : «… j'ai dit que je vais aller [directement] à la maison et je tiendrai ma parole ». la famille a fait un court trajet à travers la Suisse, en arrivant à Genève le 20 août et les enfants ont donné deux concerts et ont été reçus par l'éminent compositeur André Grétry. Bien des années plus tard Grétry écrira sur cette rencontre : « Je lui fis un allégro en mi-bémol, difficile sans affectation ; il l’exécuta, et chacun, excepté moi, cria au miracle. L’enfant ne s’était point arrêté ; mais en suivant les modulations, il avait substitué une quantité de passages à ceux que j’avais écrits ». Cette revendication, que Wolfgang improvisait face à des passages qu'il ne pouvait jouer, semble être le seul de tous les commentaires négatifs de ceux qui l'ont testé.
Le voyage à travers la Suisse a continué, avec des concerts à Lausanne et Zurich. Depuis qu'il a quitté les Provinces-Unies, Wolfgang avait peu composé, une petite pièce de clavecin, « Pièce, en fa majeur, pour clavier » (K. 33B), écrite pour ses concerts de Zürich, et plus tard, quelques pièces (perdues) pour violoncelle écrit pour le Prince Joseph Wenceslaus de Fürstenberg, qui reçut les enfants à leur arrivée à Donaueschingen à la frontière allemande, le 20 octobre. Ils ont passé douze jours là avant de reprendre leur voyage vers Munich, ville qu'ils ont atteinte le 8 novembre. Ils ont été retardés près de deux semaines après une nouvelle maladie de Wolfgang, mais il fut assez bien pour se produire avec Nannerl devant l'Électeur le 22 novembre. Quelques jours plus tard, ils sont partis pour Salzbourg, arrivant à leur domicile, sur le Getreidegasse le 29 novembre 1766.

## Bilan

### Financier
La famille vécut plusieurs revers importants, dont plusieurs maladies pour des durées prolongées qui ont restreint leurs revenus potentiels. Bien que Leopold n'a pas révélé toute l'étendue des revenus ou de ses dépenses liées à la tournée, les avantages matériels générés par la tournée ont évidemment été considérables, mais tout comme les coûts. Le bibliothécaire de l'abbaye de Saint-Pierre de Salzbourg qui s'était penché sur le sujet pensait que les dons et cadeaux reçus par la famille avaient à eux seuls ramenés une valeur de 12 000 florins, mais a estimé le coût total de la tournée à 20 000 florins. Les dépenses sont certes élevées mais dans une lettre envoyée à Hagenauer en septembre 1763, après dix semaines sur la route, Leopold signala que les dépenses à ce moment étaient de 1 068 florins, un montant couvert par le bénéfice de leurs concerts, mais sans aucun surplus. Leopold a déclaré que « rien n'a être conservé, parce que nous avons voyagé noblement pour préserver notre santé et la réputation de ma cour ». Il a ensuite constaté à l'arrivée à Paris en novembre 1763 qu'ils avaient « très peu d'argent ».
Parfois, les coffres étaient pleins comme en avril 1764 vers la fin du séjour à Paris et après la réussite de deux concerts, Leopold a annoncé qu'il déposera prochainement 2 200 florins à ses banquiers. Deux mois plus tard, après le succès initial de Londres, un nouveau versement de 1 100 florins eut lieu. Toutefois, en novembre de cette même année, après sa maladie et en raison de l'incertitude des perspectives de gain, il s'inquiétait quant aux coûts élevés de la vie à Londres et a informé Hagenauer qu'il avait dépensé 1 870 florins sur la période de quatre mois depuis juillet. L'été suivant, après peu de concert, Leopold eut de plus en plus recours à des mesures désespérées afin de recueillir des fonds, y compris en faisant jouer les enfants tous les jours à la Swan and Harp Inn pour des salaires décrit par Jane Glover comme humiliant. L'insécurité pécuniaire du voyage mena Leopold à croire, que plus tard, Wolfgang ne serait pas assez sage pour faire ces trajets seul, et qu'il aurait besoin d'être à un poste fixe pour avoir un salaire assuré.

### Artistique
Sur le plan du développement artistique et musical, les deux enfants avaient fait des progrès et ceux de Wolfgang furent extraordinaires, au-delà de toute attente. La famille Mozart était désormais connue dans l'ensemble des établissements musicaux des cours royales d'Europe du Nord. Lors de leurs nombreuses rencontres avec la haute société, les enfants conversèrent dans plusieurs langues, ce qui fit de la tournée une excellente éducation pour eux. Toutefois, ces bienfaits ont été acquis à un prix : Grimm nota à Paris que le stress et la tension mis sur Wolfgang en particulier, ont fait craindre que « de façon prématurée, le fruit pourrait tomber avant qu'il ne soit mûr ». Toutefois, Hildesheimer, tout en exprimant d'autres préoccupations, en conclut que si la mort de Mozart à l'âge de 35 ans a été causée par les efforts de son enfance, ces décennies n'auraient pas été aussi productives, et des symptômes évidents de déclin se seraient manifestés.

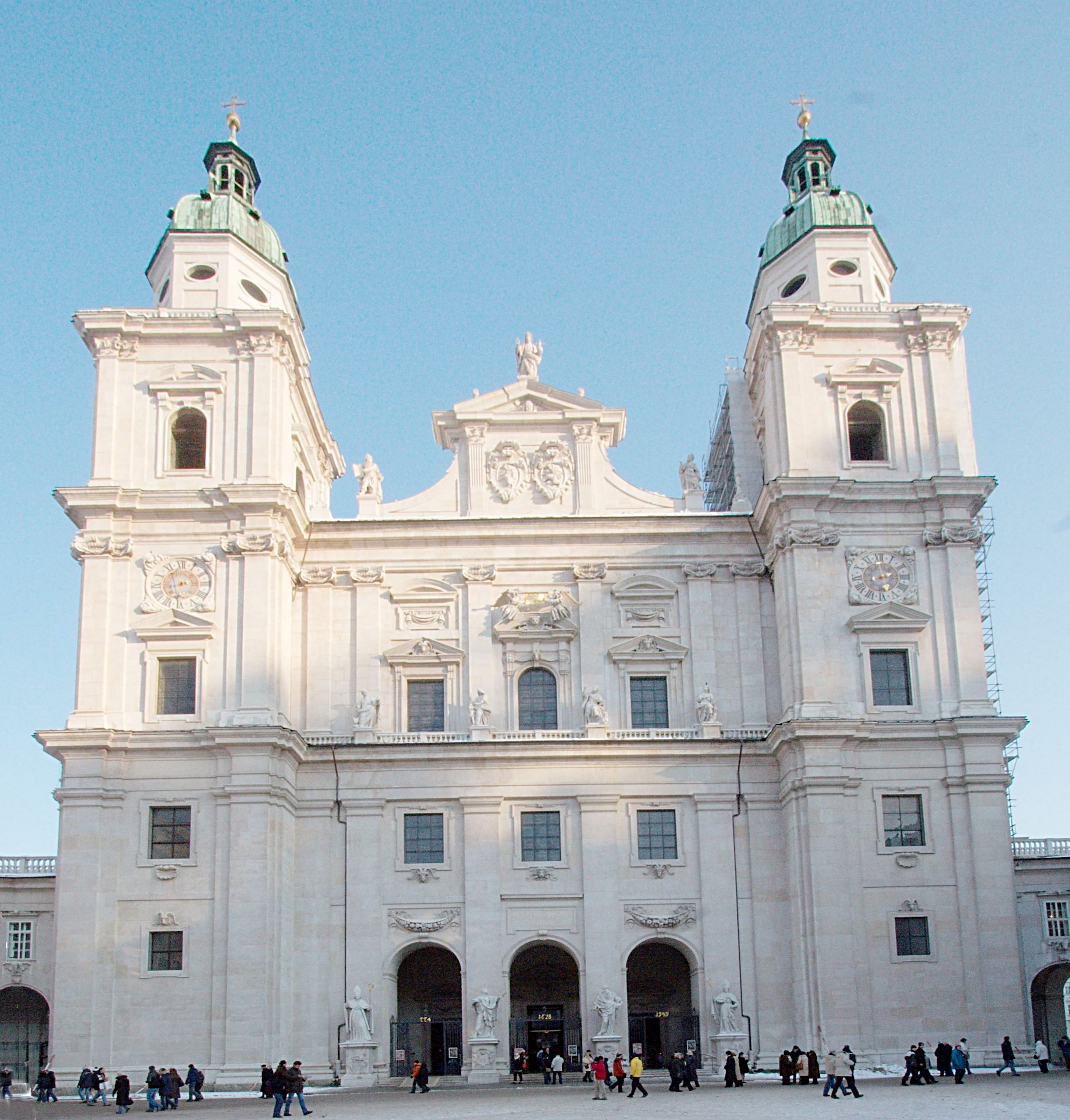
Cathédrale Saint-Rupert de Salzbourg où Mozart fit ses débuts dans la ville comme symphoniste en décembre 1766

De la musique de Wolfgang composée pendant la tournée, une trentaine de pièces a été conservée. Un certain nombre d'autres est perdu, entre autres des partitions pour violoncelle (Zurich) et plusieurs symphonies. Les œuvres préservées comprennent les sonates pour clavier écrites à Paris, Londres et La Haye, quatre symphonies, des arias, la musique écrite pour le prince d'Orange, un Kyrie, et d'autres pièces plus mineures,. La carrière de symphoniste de Mozart a commencé à Londres où, en plus de l'influence directe d'Abel et de Bach, il aurait entendu les symphonies de grands compositeurs comme Thomas Augustine Arne, William Boyce et Giuseppe Sammartini. Pour Zaslaw, tout en n'étant pas dans la même classe que les chefs-d'œuvre futurs de Mozart, ses premières symphonies sont comparables en longueur, complexité et originalité aux écrits des maîtres du genre de la même époque. En effet, la « Symphonie no 6 en mi bémol » d'Abel est assez similaire dans le style et la technique pour être confondue à tort avec la « Symphonie no 3 » (K. 18)[réf. à confirmer]. Sadie observe également que la « Symphonie no 5, en si bémol majeur, pour orchestre » (K. 22) composée à La Haye est beaucoup plus sophistiquée que les précédentes qui ont été écrites à Londres.
Les progrès créatifs de Mozart se manifestent également dans les sonates composées pour la princesse d'Orange qui, selon Sadie, marquent une évolution considérable dans la technique et les idées par rapport à celles plus anciennes de Paris et de Londres. Les airs composés aux Provinces-Unies incluent la première tentative de Mozart de l'« aria d'affetto » pour soprano et orchestre, « Per pietà, bell’idol mio, air pour soprano avec orchestre » (K. 73b), d'abord crue comme composée beaucoup plus tard, comme son numéro Köchel élevé l'indique. La tournée a ainsi vu la transformation de Wolfgang, passant d'un compositeur de simples pièces de clavier à l'un des maîtres de musique avec des morceaux couvrant une large gamme de genres. Cela a été attesté dans sa ville natale le 8 décembre, lors de l'une de ses symphonies jouée à la Cathédrale Saint-Rupert,. L'employeur de Leopold, le prince-archevêque, fut franchement sceptique au sujet des compositions de Wolfgang, estimant qu'elles étaient de Leopold parce qu'elles « n'étaient pas assez mauvaises pour être le fruit du travail d'un enfant ».

## Suite
Quelle que soit l'ampleur véritable des gains financiers à la suite de la tournée, la famille Mozart continua à vivre dans son appartement exigu de la Getreidegasse, tandis que Leopold reprit ses fonctions en tant que musicien à la cour. Toutefois, l'exposition publique et les voyages dominèrent les six années suivantes de la vie de Wolfgang. En septembre 1767, la famille est à nouveau en voyage, cette fois à Vienne, ils y restent jusqu'à janvier 1769, à l'exception d'une évacuation forcée au cours d'une épidémie de variole. En décembre de la même année, Leopold et Wolfgang partirent pour l'Italie, sans Nannerl, qui, à 18 ans, n'était plus présentable comme une enfant prodige. Ils furent partis pour seize mois et retournèrent à Milan en août 1771 pour une durée de cinq mois, pour assister à des répétitions et l'exécution de l'opéra de Wolfgang Ascanio in Alba. Une troisième et dernière visite en Italie, d'octobre 1772 à mars 1773, fut le dernier des voyages prolongés, le nouveau prince-archevêque de Salzbourg, Hieronymus von Colloredo-Mannsfeld avait des vues différentes sur le rôle des musiciens de sa cour, ce qui limita les possibilités dont avaient auparavant bénéficié Leopold, et Wolfgang qui était désormais lui-même employé par la cour comme maître de concert avec un salaire de 150 florins.

## Filmographie
- Nannerl, la sœur de Mozart, René Féret, France, 2010, 120 minutes. David Moreau : Mozart; Marc Barbé : Leopold Mozart; Marie Féret : Nannerl Mozart.

## Sources
- (en) Cet article est partiellement ou en totalité issu de l’article de Wikipédia en anglais intitulé « Mozart family grand tour » (voir la liste des auteurs).